# Комп'ютерний блок живлення

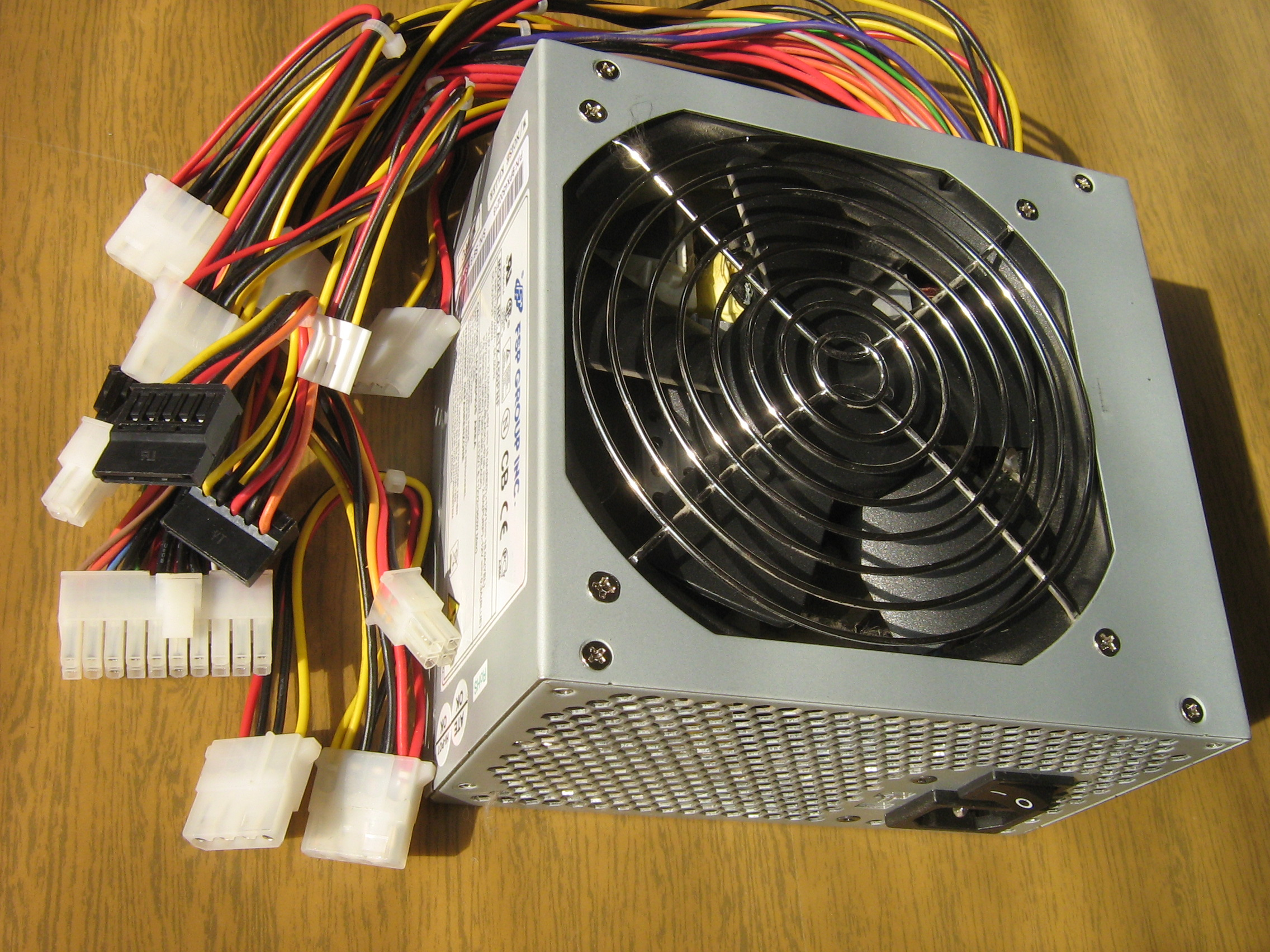
Комп'ютериний блок живлення марки FSP ATX-450PNF (450 Вт)

Блок живлення ноутбука

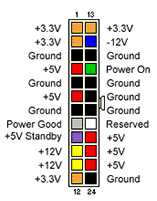
Схема розпіновки контактів живлення материнської плати.

Комп'ю́терний блок жи́влення — блок живлення (вторинне джерело живлення), призначений для забезпечення вузлів комп'ютера електричною енергією постійного струму. У його завдання входить перетворення мережевої напруги до заданих значень напруги живлення, її стабілізація і захист від незначних перешкод з боку електричних мереж живлення. Також, завдяки вбудованому вентилятору, він бере участь в охолоджуванні системного блоку.

## Основні види і параметри
Основним  параметром комп'ютерного блоку живлення є максимальна потужність, що споживається з мережі. Станом на кінець 2015 року випускаються блоки живлення із заявленою виробником потужністю від 50 Вт (вбудовані платформи малих форм-факторів) до 1600 Вт (комп’ютери для ведення складних розрахунків, рендерингу відео, сервери, тощо).
Другим за важливістю параметром є напруга живлення від електричної мережі (100-127 В у Північній Америці, Південній Америці, Японії і на Тайвані, 220-240 В в іншому світі). Деякі джерела живлення мають перемикач зміни вхідної напруги від 230 В до 115 В, інші можуть автоматично підлаштовуватися під будь-яку напругу в цьому діапазоні.
Найпоширенішими типами блоків живлення персонального комп'ютера є блоки живлення стандарту ATX. Включення і вимкнення живлення таких блоків знаходиться під контролем системної плати, що забезпечує підтримання таких функцій, як режим очікування. Остання версія стандарту блоку живлення ATX — 2.4 опублікована у квітні 2013 року. Габаритні та приєднувальні розміри блоків живлення типу ATX та їх роз’єми уніфіковані, що дає можливість проводити їх заміну без додаткових труднощів.
Комп'ютерний блок живлення для платформи PC забезпечує вихідні напруги  ± 5, ± 12, +3,3 В. У більшості  випадків використовується імпульсний блок живлення. Хоча абсолютна більшість мікросхем використовує напругу до 5 В, введення лінії 12 В дає можливість віддавати більшу потужність при тих же струмах, яка потрібна для живлення приводів жорстких дисків, оптичних приводів, вентиляторів, а останнім часом і системних плат, процесорів, відеоадаптерів, звукових карт.
Блок живлення для портативних персональних комп'ютерів (ноутбуків), зазвичай, застосовується для зарядки акумуляторних батарей, а також для забезпечення ноутбука живленням в обхід акумулятора. За типом виконання, блок живлення ноутбука найчастіше виконаний у вигляді зовнішнього блока. На зовнішні блоки живлення ноутбуків немає єдиного стандарту, і самі блоки зазвичай не є взаємозамінними, тож, виробники ноутбуків часто використовують різні роз'єми живлення.
Більшість роз'ємів живлення ноутбуків виконуються з позитивним внутрішнім провідником, але існують з'єднувачі і зі зворотною полярністю. Зазвичай ноутбуки живляться від постійної напруги 18,5 В або 19 В, хоча досить часто зустрічаються варіанти з напругою 15; 16; 19,5; 20 або навіть 24 В (Apple). Крім того, блоки живлення відрізняються максимальною вихідною потужністю (зазвичай, до 100 Вт).

## Роз’єми

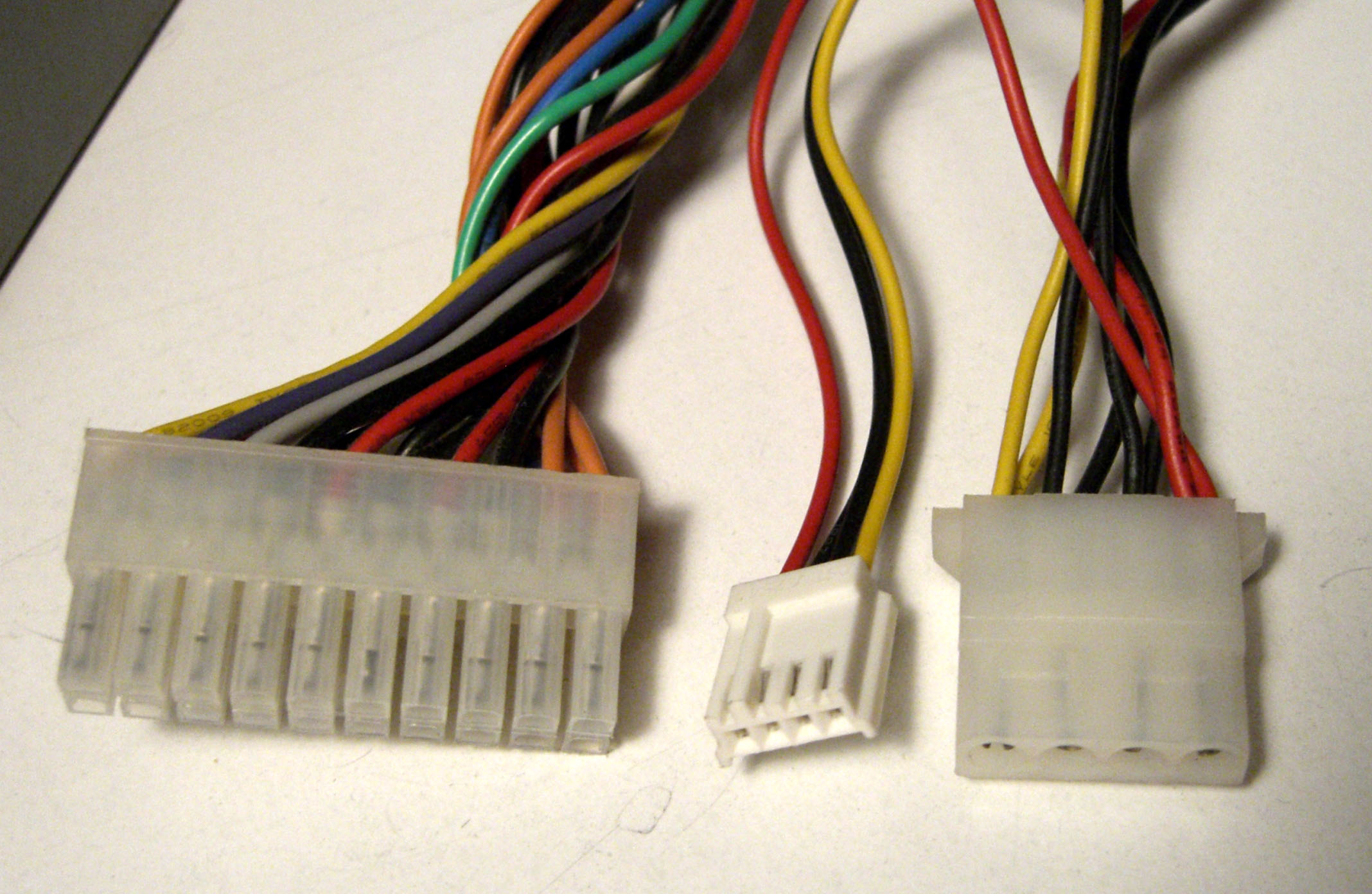
Роз’єми живлення Molex для підключення основного живлення материнської плати, міні-роз’єм живлення периферійного пристрою (зазвичай, дисковод) і звичайного розміру (molex 8981)

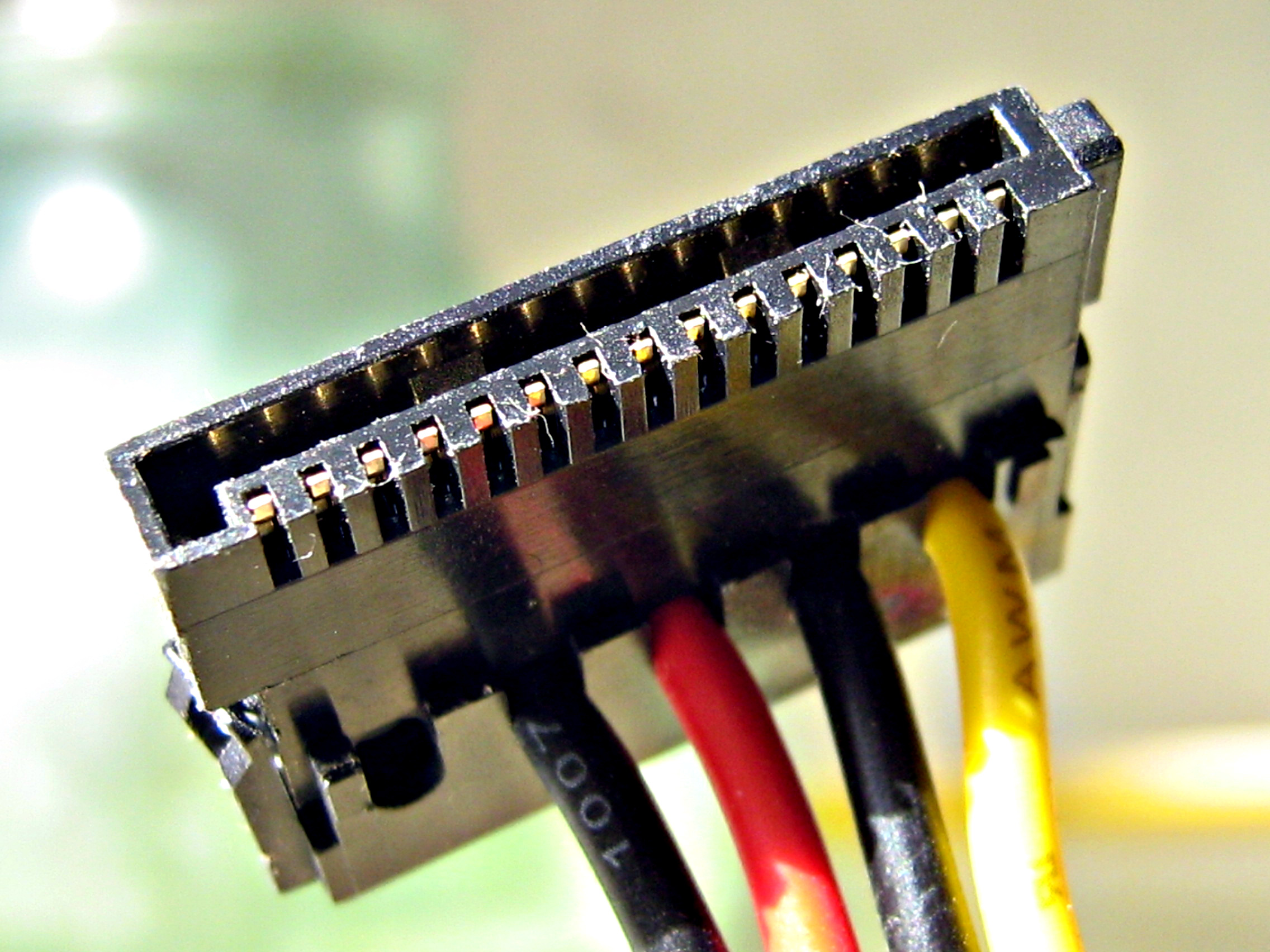
Роз'єм живлення SATA.

Усі роз’єми комп’ютерних блоків живлення настільних ПК уніфіковані. Як вхідний роз’єм використовується гніздо C14. у старих моделях блоків АТХ часто було присутнє також гніздо C13 для приєднання кабелю живлення монітора.
Кожен сучасний блок живлення АТХ повинен мати шлейф з наступними роз’ємами: 24-контактний для живлення материнської плати, 4- чи 8-контактний для додаткового живлення процесора та 4-контактний роз’єми для живлення приводів твердих дисків, оптичних приводів. Останній часто називають «Molex», хоч усі вище перелічені роз’єми по праву можна називати такими. Також на шлейфі блока живлення присутні роз’єми живлення SATA для сучасних периферійних пристроїв та роз’єм додаткового живлення відеокарти.
Кольори всіх провідників шлейфів блоку живлення ATX стандартизовані і вказують на напругу, яка підводиться до тієї чи іншої клеми.

## Потужність
Як вказують деякі експериментальні дані, потужність, що споживається системним блоком навіть суто ігрового комп'ютера, з суперпотужною дорогою відеокартою, причому у періоди максимального навантаження, не перевищує 600-700 Вт. Що ж стосується системних блоків середньостатистичних домашніх та офісних комп'ютерів, то показник потужності споживання електроенергії для них знаходиться в діапазоні 400-500 Вт.